# Nissan Ariya
Nissan Ariya es un crossover compacto tipo SUV eléctrico de batería, producido por el fabricante japonés Nissan a partir de 2022. Está basado en el prototipo presentado en el Salón del Automóvil de Tokio de 2019.

## Prototipo
El prototipo se presentó en el Salón del Automóvil de Tokio el 24 de octubre de 2019. Se trata de un cupé 100% eléctrico que se sitúa entre el Qashqai y el X-Trail dentro de la gama del fabricante. Este concepto estaba equipado con rines de 21 pulgadas (53,3 cm), faros led y un logotipo iluminado en la parrilla que, a su vez, toma la forma de una gran "V" característica del diseño de Nissan.

## Lanzamiento comercial

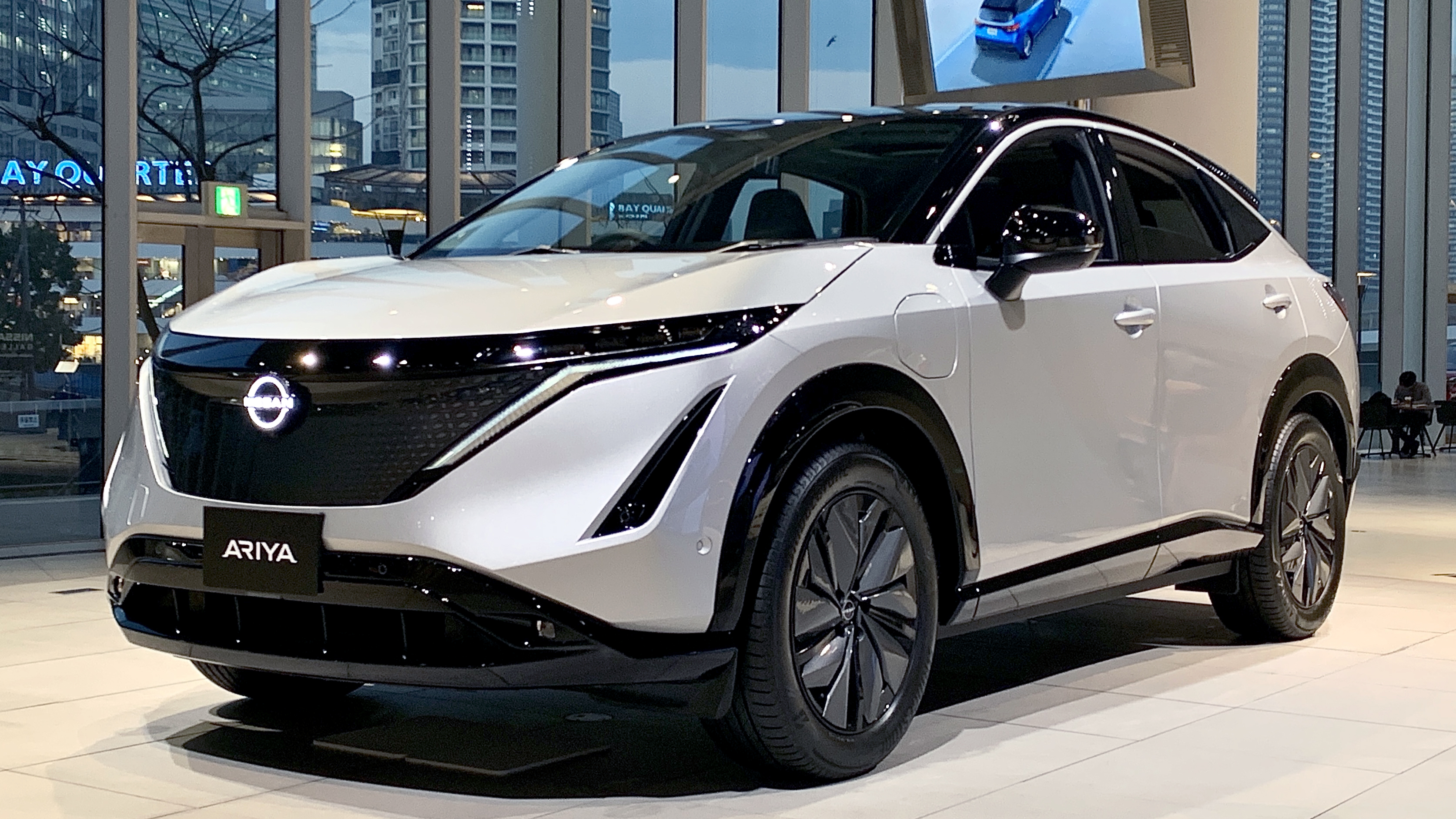
Modelo 2021

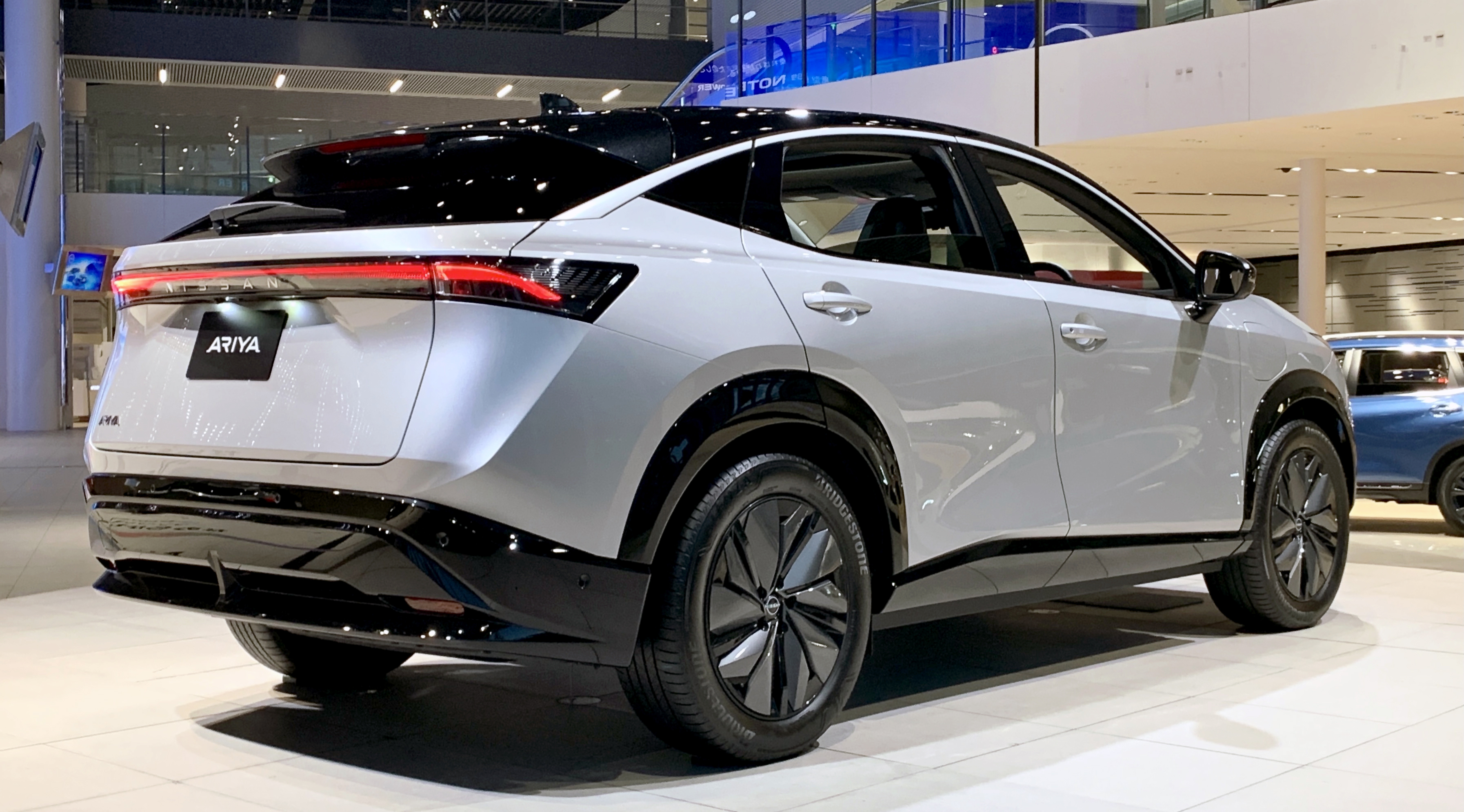
Vista lateral-trasera

El primer SUV 100% eléctrico del se presentó el 15 de julio de 2020. Su comercialización se planificó inicialmente a partir de la primavera de 2021 y se pospondría hasta fin de año, primero en Japón, debido a la escasez global de chips (2020-2023).

## Características
El Nissan Ariya estrenó  la plataforma técnica modular CMF-EV (Common Module Family-Electric Vehicles) dedicada a los vehículos eléctricos de la alianza Renault-Nissan-Mitsubishi.

### Motorización
El Ariya puede recibir uno o dos motores eléctricos, colocados en el eje delantero en tracción o en ambos ejes, proporcionando en este caso una tracción total denominada e-4ORCE.
Hay cinco versiones disponibles. Para la tracción de dos ruedas, donde dispone de un motor delantero de 160 kW (218 CV; 215 HP) o 178 kW (242 CV; 239 HP), asociado con una batería de 63 a 87 kWh (227 a 313 MJ). Para las de tracción integral, todos los motores proporcionan 205 kW (279 CV; 275 HP) con la batería de 63 kWh (227 MJ) o 225 kW (306 CV; 302 HP) con la batería de 87 kWh (313 MJ). La quinta versión denominada Performance ofrece 290 kW (394 CV; 389 HP) con la batería de 87 kWh (313 MJ).

### Baterías
En principio el Ariya iba a tener como conector para la recarga rápida de las baterías por corriente continua con el protocolo CHAdeMO, pero tras el rechazo en Francia de dicho estándar se ha cambiado a conector del tipo CCS Combo. La capacidad útil de los paquetes de baterías son entre 63 a 87 kWh (227 a 313 MJ) repartidos en las diferentes versiones y configuraciones.
| Batería y versión                        | 63 kWh (227 MJ) 2WD     | 87 kWh (313 MJ) 2WD     | 63 kWh (227 MJ) 4x4     | 87 kWh (313 MJ) 4x4     | 87 kWh (313 MJ) 4x4 Performance |
| Potencia máxima                          | 160 kW (218 CV; 215 HP) | 178 kW (242 CV; 239 HP) | 205 kW (279 CV; 275 HP) | 225 kW (306 CV; 302 HP) | 290 kW (394 CV; 389 HP)         |
| Par máximo                               | 300 N·m (221 lb·pie)    | 300 N·m (221 lb·pie)    | 560 N·m (413 lb·pie)    | 600 N·m (443 lb·pie)    | 600 N·m (443 lb·pie)            |
| Tracción                                 | Delantera               | Delantera               | Integral                | Integral                | Integral                        |
| Capacidad de la batería                  | 63 kWh (227 MJ)         | 87 kWh (313 MJ)         | 63 kWh (227 MJ)         | 87 kWh (313 MJ)         | 87 kWh (313 MJ)                 |
| Autonomía (ciclo WLTP)                   | 360 km (224 millas)     | 500 km (311 millas)     | 340 km (211 millas)     | 460 km (286 millas)     | 400 km (249 millas)             |
| Velocidad máxima                         | 160 km/h (99 mph)       | 160 km/h (99 mph)       | 200 km/h (124 mph)      | 200 km/h (124 mph)      | 200 km/h (124 mph)              |
| Aceleración de 0 a 100 km/h (0 a 62 mph) | 7.5 segundos            | 7.6 segundos            | 5.9 segundos            | 5.7 segundos            | 5.1 segundos                    |